# Joy (série littéraire)
Pour les articles homonymes, voir Joy.
Joy est une série de romans érotiques semi-autobiographiques écrits par Joy Laurey, nom de plume de Jean-Pierre Imbrohoris. Le personnage est un mannequin dont le père est américain et la mère est française. 
Les livres ont été adaptés sous forme de films et de séries télévisées.

## Romans
- Joy (1981)
- Joy et Joan (1982)
- Joy in love (1985)
- Le Retour de Joy (1989)

## Films
- 1983 : Joy de Sergio Bergonzelli, avec Claudia Udy dans le rôle de Joy
- 1985 : Joy et Joan de Jacques-René Saurel, avec Brigitte Lahaie dans le rôle de Joy et Isabelle Solar dans le rôle de Joan
- Joy amoureuse (ou Joy in Love), collection de téléfilms avec Zara Whites dans le rôle de Joy  :
  - Joy à Hong-Kong (1992)
  - Joy à Moscou (1992)
  - Joy en Afrique (1992)
  - Joy à San Francisco (1992)
  - Joy chez les pharaons (1993)